# Префектура Міядзакі
Префекту́ра Міядза́кі (яп. 宮崎県, みやざきけん, МФА: [mʲijad͡zakʲi keɴ]?) — префектура в Японії, в регіоні Кюшю.  Розташована в південно-східній частині острова Кюсю. Адміністративний центр префектури — Міядзакі. Межує з префектурами Ойта, Кумамото й Каґошіма. . Площа становить 7735,99 км². Станом на 1 серпня 2011 року в префектурі мешкало 1 130 539 осіб. Густота населення складала 146 осіб/км².  

## Транспорт
- Аеропорт Міядзакі